# Big Elk
Big Elk, aussi connu comme Ontopanga (1770–1846/1853), était le principal chef de la tribu Omaha pendant de nombreuses années sur le cours supérieur du Missouri.

## Biographie
Big Elk a œuvré pour protéger son peuple de l'empiètement des Américains de descendance européenne, mais encore plus, de la guerre avec les Sioux. Les Omahas avaient souffert d'épidémies de variole au début du XIXe siècle et leur nombre était diminué. Durant la guerre anglo-américaine de 1812, Big Elk était parmi les alliés des États-Unis, de par ses relations avec le négociant de fourrures franco-américain Lucien Fontenelle. Il a aussi demandé de l'aide aux États-Unis pour se protéger des Sioux.

## Succession
Il avait adopté Joseph LaFlesche, déjà adulte, en tant que fils et parmi les Omahas, et l'a désigné comme successeur. Sa mère, Waoowinchtcha, était une ponca et il est rapporté qu'elle était apparentée à Big Elk. Le père de LaFlesche, lui-même nommé Joseph LaFlesche, était un négociant de fourrures canadien-français pour l'American Fur Company qui avait déjà travaillé avec les Omahas et autres tribus entre les rivières Platte et Nebraska. Le jeune LaFlesche accompagne son père en expédition dès ses 10 ans et travaille pour l'AFC à 16 ans.
En 1943, Big Elk désigne LaFlesche comme successeur et celui-ci étudie sérieusement les us et coutumes afin de se préparer à devenir chef. Il se joint au conseil tribal vers 1849, après s'être installé avec les Omahas à l'Agence Bellevue. LaFlesche devient chef en 1853, après la mort de Big Elk.